# بيتر أوكوان
بيتر أوكوان هو أكاديمي كندي، ولد في 3 أكتوبر 1943 في هاليفاكس في كندا، وتوفي في 7 يوليو 2011.